# Crăiești (okręg Neamț)
Crăiești – wieś w Rumunii, w okręgu Neamț, w gminie Bozieni. W 2011 roku liczyła 302 mieszkańców.